# Udo Jürgens
Udo Jürgens, nato Udo Jürgen Bockelmann (Klagenfurt, 30 settembre 1934 – Münsterlingen, 21 dicembre 2014), è stato un cantante e attore austriaco naturalizzato svizzero.
Praticò con successo il genere schlager.

## Biografia
Udo Jürgens visse gli anni giovanili nel castello di Ottmanach, proprietà della sua famiglia a Magdalensberg, in Carinzia. Era fratello del pittore Manfred Bockelmann. Suo zio Werner Bockelmann fu sindaco di Francoforte sul Meno.
Già famosissimo in Austria e in Germania, rappresentò tre volte il suo Paese all'Eurovision Song Contest: nel 1964 con Warum nur warum (incisa anche in italiano con testo di Franco Migliacci e pubblicata il 17 aprile del 1964 con il titolo Peccato che sia finita così), nel 1965 con Sag ihr ich lass sie grüssen e vincendolo nel 1966 con Merci Chérie. Tra i successi in lingua tedesca da ricordare, Griechischer Wein (che ebbe poi diverse cover, non solo in tedesco), Aber bitte mit Sahne, Mit 66 Jahren, Vielen Dank für die Blumen e Ich war noch niemals in New York.
In Italia partecipò al Festival di Sanremo due volte, nel 1965 con Abbracciami forte in coppia con Ornella Vanoni e nel 1968 con Per vivere in coppia con Iva Zanicchi. Sempre nel 1968 incise in italiano Adagio di Alberto Testa- W.Brandin. Risale invece al 1990 un altro suo duetto, quello con Belen Thomas in Sempre Roma.
Come attore egli prese parte ad alcuni film, come Questo pazzo, pazzo mondo della canzone, del 1965, in cui canta Peccato che sia finita.
Morì in Svizzera, paese in cui da tempo risiedeva, il 21 dicembre del 2014 a causa di un collasso. 
Due mesi prima del decesso, il 18 ottobre, la TV tedesca aveva voluto festeggiare il suo ottantesimo compleanno dedicandogli una serata con ospiti illustri: nell'occasione fu anche presentato un disco (Mitten Im Leben – Das Tribute Album) con i suoi successi eseguiti da Annette Louisan, Chris de Burgh, Christina Stürmer, Helene Fischer, Jamie Cullum, José Carreras, Lang Lang, Otto Waalkes, Orchester Pepe Lienhard, Santiano, Schiller, Tim Bendzko, Yvonne Catterfeld.

## Vita privata
Si sposò due volte, ma entrambi i matrimoni finirono col divorzio. Ebbe quattro figli: John (cantante, attore e deejay), Jenny (cantante e attrice), Gloria e Sonja. Divenne cittadino svizzero nel 2006.

## Discografia parziale

### Album in studio
- 1965 – Udo Jürgens (Jolly, LPJ 5058)
- 1969 – Udo Jürgens (Durium, ms AI 77208)

### Singoli
- 1965 – Abbracciami forte/Se partirai (Disques Vogue, J 35058)
- 1965 – Camminando per Roma/Credi (Disques Vogue, J 35063)
- 1965 – Ora che io ti amo/Se non ti capirà (Disques Vogue, J 35065)
- 1965 – Diciotto anni capelli biondi/Non è che una rosa (Disques Vogue, J 35077)
- 1966 – Merci cherie/Das ist nicht gut fur mich (Disques Vogue, J 35089)
- 1968 – Per vivere/Ridendo vai (Durium, LdA 7551)
- 1968 – Adagio/Dammi la tua mano, mon amour (Durium, LdA 7586)
- 1969 – Stagione/Se tu sapessi (Durium, LdA 7651)
- 1969 – È tutto qui/Che vuoi che sia (Det, DIP 001)
- 1972 – Concerto per Elisa/Una ragazza da week-end (Cinevox, SC 1072)
- 1974 – In parti uguali/In ogni mio pensiero (Pull, QSP 1007; con Alberto Anelli)
- 1978 – Buenas Dias Argentina/Wayward Girl (Derby, DBR 10078)
- 1981 – Leave a little love/Once in a while (Ariola, ARL 37071)

## Onorificenze
- 2004: Deutscher Musikpreis